# Australian Open 1996 (gemengddubbel)
Op het Australian Open 1996 speelden de vrouwen en mannen de wedstrijden in het gemengd dubbelspel van 19 tot en met 28 januari 1996.

## Samenvatting
Van de titelhouders Natasja Zvereva en Rick Leach had de eerste zich niet voor deze editie van het toernooi ingeschreven. Leach speelde samen met Rennae Stubbs – zij waren het vijfde reekshoofd, maar strandden al in de eerste ronde.
Het als eerste geplaatste duo Larisa Neiland / Mark Woodforde won het toernooi. Zij versloegen in de finale het ongeplaatste Amerikaanse koppel Nicole Arendt en Luke Jensen in drie sets. Het was hun tweede gezamenlijke titel. Neiland had daarnaast al twee eerdere dubbelspeltitels met andere partners; Woodforde drie.

### Belgische en Nederlandse spelers
Er waren vijf Nederlandse deelnemers:
- Manon Bollegraf speelde samen met Amerikaan Trevor Kronemann – zij bereikten de tweede ronde.
- Kristie Boogert en Andrej Olchovski uit Rusland waren als achtste geplaatst – zij verloren evenwel meteen hun openingspartij.
- Ook voor Brenda Schultz en Murphy Jensen (VS) viel het doek na de eerste ronde.
- Caroline Vis en Amerikaan Scott Melville hadden eveneens de eerste ronde als eindstation.
- Hetzelfde lot trof Menno Oosting en Kristine Radford (Australië).

Twee Belgen deden mee:
- Els Callens en Zuid-Afrikaan Piet Norval bereikten de tweede ronde.
- Libor Pimek en Laura Golarsa (Italië) kwamen niet voorbij de eerste ronde.

## Geplaatste teams
| Nr. | Team                          | Resultaat    | Uitgeschakeld door                      |    | Nr.                              | Team         | Resultaat                            | Uitgeschakeld door |
| --- | ----------------------------- | ------------ | --------------------------------------- | -- | -------------------------------- | ------------ | ------------------------------------ | ------------------ |
| 1.  | Larisa Neiland Mark Woodforde | winnaars     | winnaars                                | 5. | Rennae Stubbs Rick Leach         | eerste ronde | Rene Simpson Daniel Nestor           |                    |
| 2.  | Gigi Fernández Cyril Suk      | tweede ronde | Jill Hetherington John-Laffnie de Jager | 6. | Arantxa Sánchez Emilio Sánchez   | eerste ronde | Helena Suková Ellis Ferreira         |                    |
| 3.  |                               | afgemeld     |                                         | 7. | Mary Joe Fernandez Alex O'Brien  | tweede ronde | Irina Spîrlea Greg Van Emburgh       |                    |
| 4.  | Lisa Raymond Mark Knowles     | halve finale | Larisa Neiland Mark Woodforde           | 8. | Kristie Boogert Andrej Olchovski | eerste ronde | Julie Halard-Decugis Michael Tebbutt |                    |

## Toernooischema
| Legenda | Legenda                  |
| ------- | ------------------------ |
| Q       | Qualifier                |
| WC      | Deelname via wildcard    |
| LL      | Lucky Loser              |
| r       | Opgave / trok zich terug |
| w/o     | Walk-over                |
| Alt     | Alternate                |
| SE      | Special Exempt           |
| PR      | Protected Ranking        |
| d       | Diskwalificatie          |

### Finale
| Finale |                               |   |   |   |
|        |                               |   |   |   |
| 1      | Larisa Neiland Mark Woodforde | 4 | 7 | 6 |
|        | Nicole Arendt Luke Jensen     | 6 | 5 | 0 |

### Onderste helft
| Eerste ronde | Eerste ronde                            | Eerste ronde | Eerste ronde | Eerste ronde |  |    | Tweede ronde                      | Tweede ronde                            | Tweede ronde | Tweede ronde | Tweede ronde |  |  | Kwartfinale | Kwartfinale                             | Kwartfinale | Kwartfinale | Kwartfinale |  |  | Halve finale | Halve finale                            | Halve finale | Halve finale | Halve finale |
|              |                                         |              |              |              |  |    |                                   |                                         |              |              |              |  |  |             |                                         |             |             |             |  |  |              |                                         |              |              |              |
| 7            | Mary Joe Fernandez Alex O'Brien         | 6            | 3            | 6            |  |    |                                   |                                         |              |              |              |  |  |             |                                         |             |             |             |  |  |              |                                         |              |              |              |
|              | Amy Frazier Jeff Tarango                | 3            | 6            | 3            |  |    | 7                                 | Mary Joe Fernandez Alex O'Brien         | 3            | 2            |              |  |  |             |                                         |             |             |             |  |  |              |                                         |              |              |              |
|              | Mercedes Paz Javier Sánchez             | 3            | 62           |              |  |    | Irina Spîrlea Greg Van Emburgh    | 6                                       | 6            |              |              |  |  |             |                                         |             |             |             |  |  |              |                                         |              |              |              |
|              | Irina Spîrlea Greg Van Emburgh          | 6            | 7            |              |  |    |                                   |                                         |              |              |              |  |  |             | Irina Spîrlea Greg Van Emburgh          | 6           | 1           | 4           |  |  |              |                                         |              |              |              |
| Alt          | Nana Miyagi Kent Kinnear                | 4            | 3            |              |  |    |                                   |                                         |              |              |              |  |  |             | Nicole Arendt Luke Jensen               | 3           | 6           | 6           |  |  |              |                                         |              |              |              |
|              | Nicole Arendt Luke Jensen               | 6            | 6            |              |  |    |                                   | Nicole Arendt Luke Jensen               | 3            | 7            | 9            |  |  |             |                                         |             |             |             |  |  |              |                                         |              |              |              |
| WC           | Rachel McQuillan David Macpherson       | 6            | 4            | 6            |  | WC | Rachel McQuillan David Macpherson | 6                                       | 6            | 7            |              |  |  |             |                                         |             |             |             |  |  |              |                                         |              |              |              |
| Alt          | Maria Strandlund Peter Nyborg           | 3            | 6            | 4            |  |    |                                   |                                         |              |              |              |  |  |             |                                         |             |             |             |  |  |              | Nicole Arendt Luke Jensen               | 6            | 6            |              |
| 6            | Arantxa Sánchez Emilio Sánchez          | 5            | 3            |              |  |    |                                   |                                         |              |              |              |  |  |             |                                         |             |             |             |  |  |              | Jill Hetherington John-Laffnie de Jager | 2            | 4            |              |
|              | Helena Suková Ellis Ferreira            | 7            | 6            |              |  |    |                                   | Helena Suková Ellis Ferreira            | 4            | 7            | 6            |  |  |             |                                         |             |             |             |  |  |              |                                         |              |              |              |
|              | Els Callens Piet Norval                 | 6            | 63           | 6            |  |    | Els Callens Piet Norval           | 6                                       | 5            | 4            |              |  |  |             |                                         |             |             |             |  |  |              |                                         |              |              |              |
|              | Kristine Radford Menno Oosting          | 3            | 7            | 2            |  |    |                                   |                                         |              |              |              |  |  |             | Helena Suková Ellis Ferreira            | 2           | 6           | 4           |  |  |              |                                         |              |              |              |
|              | Jill Hetherington John-Laffnie de Jager | 6            | 6            |              |  |    |                                   |                                         |              |              |              |  |  |             | Jill Hetherington John-Laffnie de Jager | 6           | 1           | 6           |  |  |              |                                         |              |              |              |
|              | Wiltrud Probst David Adams              | 0            | 2            |              |  |    |                                   | Jill Hetherington John-Laffnie de Jager | 6            | 6            |              |  |  |             |                                         |             |             |             |  |  |              |                                         |              |              |              |
|              | Linda Wild Jim Grabb                    | 7            | 5            | 2            |  | 2  | Gigi Fernández Cyril Suk          | 4                                       | 2            |              |              |  |  |             |                                         |             |             |             |  |  |              |                                         |              |              |              |
| 2            | Gigi Fernández Cyril Suk                | 5            | 7            | 6            |  |    |                                   |                                         |              |              |              |  |  |             |                                         |             |             |             |  |  |              |                                         |              |              |              |